# Gianantonio Davia
Gianantonio Davia (Bologna, 23 ottobre 1660 – Roma, 11 gennaio 1740) è stato un cardinale e arcivescovo cattolico italiano.

## Biografia
Nacque nel 1660, secondogenito di Giovanni Battista e della contessa Porzia Ghislieri. Si laureò presso l'Università di Bologna in utroque iure. Divenne magistrato nella città di Bologna. Arruolatosi come venturiere nella Repubblica di Venezia, partecipò nel 1684 alla conquista dell'isola di Santa Maura che venne strappata ai Turchi. Trasferitosi a Roma, intraprese la carriera ecclesiastica e nel 1687 fu nominato internunzio a Bruxelles. Qui ricevette la consacrazione il 10 settembre 1690 e la nomina ad arcivescovo titolare di Tebe.
Fu nominato quindi nunzio apostolico a Colonia (1690), poi in Polonia (1696) ed in Austria (1700) di dove, nel 1706, venne espulso dall'imperatore Giuseppe I. Nel 1698 aveva ricevuto la nomina ad arcivescovo, titolo personale, di Rimini.
Papa Clemente XI lo elevò al rango di cardinale nel concistoro del 18 maggio 1712 ed il 30 agosto 1713 ricevette il titolo di San Callisto.
Optò successivamente per il titolo di San Pietro in Vincoli (1725) e poi ancora per quello di San Lorenzo in Lucina, coincidente con l'assunzione della carica di cardinale protopresbitero. Nel 1727 divenne prefetto della Sacra Congregazione dell'Indice.
Morì l'11 gennaio 1740 all'età di 79 anni e la sua salma venne inumata nella basilica di San Lorenzo in Lucina.

## Conclavi
Durante il suo periodo di Cardinalato Gianantonio Davia partecipò ai seguenti conclavi:
- conclave del 1721, che elesse papa Innocenzo XIII
- conclave del 1724, che elesse papa Benedetto XIII
- conclave del 1730, che elesse papa Clemente XII

## Genealogia episcopale e successione apostolica
La genealogia episcopale è:
- Cardinale Juan Pardo de Tavera
- Cardinale Antoine Perrenot de Granvelle
- Vescovo Frans van de Velde
- Arcivescovo Louis de Berlaymont
- Vescovo Maximilien Morillon
- Vescovo Pierre Simons
- Arcivescovo Matthias Hovius
- Arcivescovo Jacobus Boonen
- Arcivescovo Gaspard van den Bosch
- Vescovo Marius Ambrosius Capello, O.P.
- Arcivescovo Alphonse de Berghes
- Arcivescovo Humbertus Guilielmus de Precipiano
- Cardinale Gianantonio Davia

La successione apostolica è:
- Vescovo Otto Wilhelm von Bronckhorst zu Gronsfeld, S.I. (1693)
- Vescovo Jan Dłużewski (1696)
- Arcivescovo Teodor Andrzej Potocki (1699)
- Vescovo Fulvio Salvi (1713)